# San Blas-Canillejas
San Blas-Canillejas (dawniej San Blas) – jest jednym z 21 dystryktów wchodzących w skład Madrytu, położonym we wschodniej części miasta.
W 2012 roku podjęto decyzję o zmianie nazwy dystryktu z San Blas na San Blas-Canillejas. Canillejas było gminą, którą w 1949 roku zaanektowano w granice Madrytu.
Przez San Blas-Canillejas przebiega droga ekspresowa A-2.

## Demografia
W 2020 roku dystrykt zamieszkiwały 161 222 osoby. 13,8% z nich stanowili obcokrajowcy. Wśród nich najliczniejszą grupę stanowili obywatele Rumunii (12,9%) i Wenezueli (11,1%).

## Podział administracyjny
San Blas-Canillejas dzieli się administracyjnie na 8 dzielnic:
| Dzielnica  | Populacja (2020) | Powierzchnia (km²) |
| ---------- | ---------------- | ------------------ |
| Simancas   | 28 698           | 2,28               |
| Hellín     | 9 342            | 0,55               |
| Amposta    | 8 874            | 0,37               |
| Arcos      | 24 692           | 1,3                |
| Rosas      | 31 739           | 9,39               |
| Rejas      | 17 299           | 5,0                |
| Canillejas | 29 047           | 1,6                |
| Salvador   | 11 476           | 1,88               |

## Sport
Na terenie dzielnicy Rosas znajduje się stadion Atlético Madryt – Estadio Metropolitano.